# Беловка (Татарстан)
Беловка (тат. Беловка) — деревня в Аксубаевском районе республики Татарстан. Входит в состав Беловского сельского поселения.

## География
Деревня находится в 22 километрах к юго-востоку от районного центра Аксубаево, расположена на реке Большая Сульча.
Беловка находится в часовой зоне МСК (московское время). Смещение применяемого времени относительно UTC составляет +3:00.

## История
Основана в 1920-х годах.
Первоначально входила в Кутушскую волость Чистопольского кантона Татарской АССР. С 10 августа 1930 года находилась в Аксубаевском районе Татарской АССР, с 1 февраля 1963 года — в Октябрьском, с 12 января 1965 года по сегодняшний день  находится в Аксубаевском районе.

## Население
По состоянию на 2010 год в селе проживало 365 человек.